# Nymphidium callaghani
Nymphidium callaghani is een vlindersoort uit de familie van de prachtvlinders (Riodinidae), onderfamilie Riodininae.
Nymphidium callaghani werd in 1999 beschreven door Brévignon.